# Irán, Irak y los diablos (álbum)
Irán, Irak y los diablos es el segundo disco solista de Ricardo Pegnotti editado en 2004.

## Lista de canciones
1. Preludio del Desierto (1:14)
2. Irán, Irak y los Diablos (5:02)
3. Pensando Solo en Eso (5:09)
4. Solo Sexo (4:42)
5. Santa Rosa (5:40)
6. Vuelo Nocturno (4:32)
7. Látigos invisibles (4:58)
8. Tu Biología Está Rara (3:56)
9. Suave Como Gel (4:39)
10. Maradoo... y Gol (3:57)
11. Vuelvo a Mi Casa (4:13)

## Músicos
- Ricardo Pegnotti: guitarra, teclados y voz.
- Favio "Pipi" Pegnotti: Batería y coros.
- Marcelo "Cuervo" Bevilacqua: Bajo y coros.
- Daniel Sais: Teclados.
- Gabriel Veroles: Saxofón.

## Invitados
- Miguel Mateos: Voz y Piano en "Pensando sólo en eso".
- Alejandro Mateos: Percusión y arreglos vocales en "Pensando sólo en eso", "Sólo sexo", "Santa Rosa" y "Vuelo nocturno"
- Fernando Lupano: Bajo en "Santa Rosa"
- Julio Lala: Piano en "Látigos invisibles"
- Raúl Chevalier: Guitarra acústica en "Irán, Irak y los diablos"
- Diego Mizrahi: Guitarra en "Maradoo... y gol"
- Luis Rueda: Voz en "Sólo sexo"
- Félix Valls: Laúd en "Irán, Irak y los diablos" y "Sólo sexo"
- Julián Hasse: Bandoneón en "Santa Rosa"
- Daniel Telis: Guitarra en "Irán, Irak y los diablos" y "Vuelvo a mi casa"
- Gabriel Hermida: Contrabajo en "Preludio del desierto" e "Irán, Irak y los diablos"
- Daniel Bidera: Guitarra en "Pensando sólo en eso"
- Pablo Ugalde: Guitarra y voz en "Tu biología está rara"
- Gabriel Pegnotti: Coros en "Maradoo... y gol"
- Gina Pegnotti: Voces y percusión en "Pensando sólo en eso" y "Vuelo nocturno"
- Sofía "Chipi" Zambonini: Percusión en "Vuelo nocturno"

## Datos adicionales
- Arte: Viviana Troya
- Fotografía: Stephen Beaumont
- Mezcla: Félix Valls y Adrián Bilbao
- Mastering: Andrés Mayo y Claudio Miretti
- Producción Artística: Alejandro Mateos y Ricardo Pegnotti
- Producción General: Estudio GV - Ricardo Pegnotti
- Management: Diego Keller

Grabado en Estudio "Los Angeles" (Nono, Pcia de Córdoba), Estudio "La Fábrika" (Guayaquil, Ecuador), IG Gabriel Hermida Estudio (New York, USA) y en el estudio personal de Miguel Mateos.
Todos los temas compuesto y arreglados por Ricardo Pegnotti, excepto "Vuelo Nocturno"; Letra: Ricardo Pegnotti. Música: Ricardo Pegnotti y Marcelo Bevilacqua.